# Billete de diez mil coronas islandesas
El billete de diez mil coronas islandesas es el de mayor denominación de la moneda islandesa. Tiene unas medidas de 162 x 70 mm. En julio de 2020, había 45 562 500 000 billetes en circulación, lo que supone el 62,3 % del total de las distintas denominaciones de papel moneda de corona islandesa.

## Características
El billete empezó a entrar en circulación en el año 2013. El color predominante es el azul.
En el anverso se encuentra un retrato de Jónas Hallgrímsson, poeta y naturalista islandés, así como el contorno de las montañas Háafjall y Hraundrangi. Se muestra una banda formada por un patrón floral de la publicación periódica Fjölnir. Se incluye asimismo el poema de Jónas Hallgrímsson llamado Ferðalok.  En el reverso aparece un chorlito dorado europeo, el poema de Fjallið Skjaldbreiður así como el contorno de la montaña Skjaldbreiður. En la esquina inferior derecha, una concha de viera.